# 岡英里
岡 英里（おか えり、1992年4月24日 - ）は、日本のグラビアアイドル。身長154cm、血液型AB型。千葉県出身。キャッチフレーズは「ただいま〜おかえり〜」のおかえり。

## 来歴
- ベッキーが憧れで一緒に仕事がしたいという思いでタレント養成所に通い、そこでスカウトされる[1]。2018年現在は退所してフリーランス[1]。
- 2015年2月20日、イメージDVD『岡 英里/シャクヤク』をリリースし、グラビアデビュー。撮影は2014年11月に沖縄で行われた。[2]
- 2015年10月28日、第二弾DVD「ただいま」をリリース。変形ビキニを着こなす。
- 2015年11月29日、浜田翔子初監督作品『一瞬と永遠』で女優デビュー。安井あかね役を演じベッドシーンを披露した。
- 2016年1月23日、第三弾DVD「誘惑乙女　大胆なキミ」をリリース。[3]
- 2017年6月から9月にかけて、FANTASTICA主催のVR企画で作品を連続リリース。
- 上記のVR企画で1位となったことから「元祖アイドルVRの女王」を自称する[4]。
- 2017年7月7日、アイドルユニット「GracoRex」に加入。
- 2018年6月、ミスヤングチャンピオン2018ファイナリストとなる[5]。

## 人物
- 趣味は食べること、買い物、旅行[1]。
- 「おかえり」は母親が「面白いから」と決めた芸名。[6]
- 今後は、グラビア活動はもちろん、女優活動やバラエティー番組への出演にも意欲を見せている。

## 作品

### DVD
- シャクヤク（2015年2月20日, イーネットフロンティア）
- ただいま（2015年10月28日,  サムライム）
- 誘惑乙女（2016年1月23日,  あしたまえーしぃー）
- Anthurium（2019年2月25日,  エアーコントロール）

### 映画
- 一瞬と永遠（2015年11月、浜田翔子初監督作品） - 安井あかね 役

### 書籍
- sabra net girls　マシェバラ スペシャル5（小学館、2016年5月20日） - 他の8名（後藤ちひろ、福森つかさ、加納莉奈、青井まりん、宮田晴香、菜々花、逢川はるか、なるせるな）との共演[7]

### VR
1. apartment Days!　岡英里 トライアル版　（2017年6月9日、Fantastica）
2. apartment Days!　岡英里 act1（2017年6月16日、Fantastica）
3. apartment Days!　岡英里 act2（2017年6月23日、Fantastica）
4. モテ期の晩餐 グラドル編　飛鳥ピアス 杏音 岡英里 深井彩夏（2017年8月11日、Fantastica）
5. モテ期の晩餐 グラドル編　岡英里（2017年8月18日、Fantastica）
6. モテ期の晩餐 グラドル編　飛鳥ピアス 杏音 岡英里 深井彩夏　act2（2017年8月25日、Fantastica）
7. モテ期の晩餐 グラドル編　岡英里 藍田愛 柑谷あゆみ 愛田ミナ あすかまなみ（2017年8月25日、Fantastica）
8. モテ期の晩餐 グラドル編　岡英里（2017年9月01日、Fantastica）